# 圣公会新加坡教区

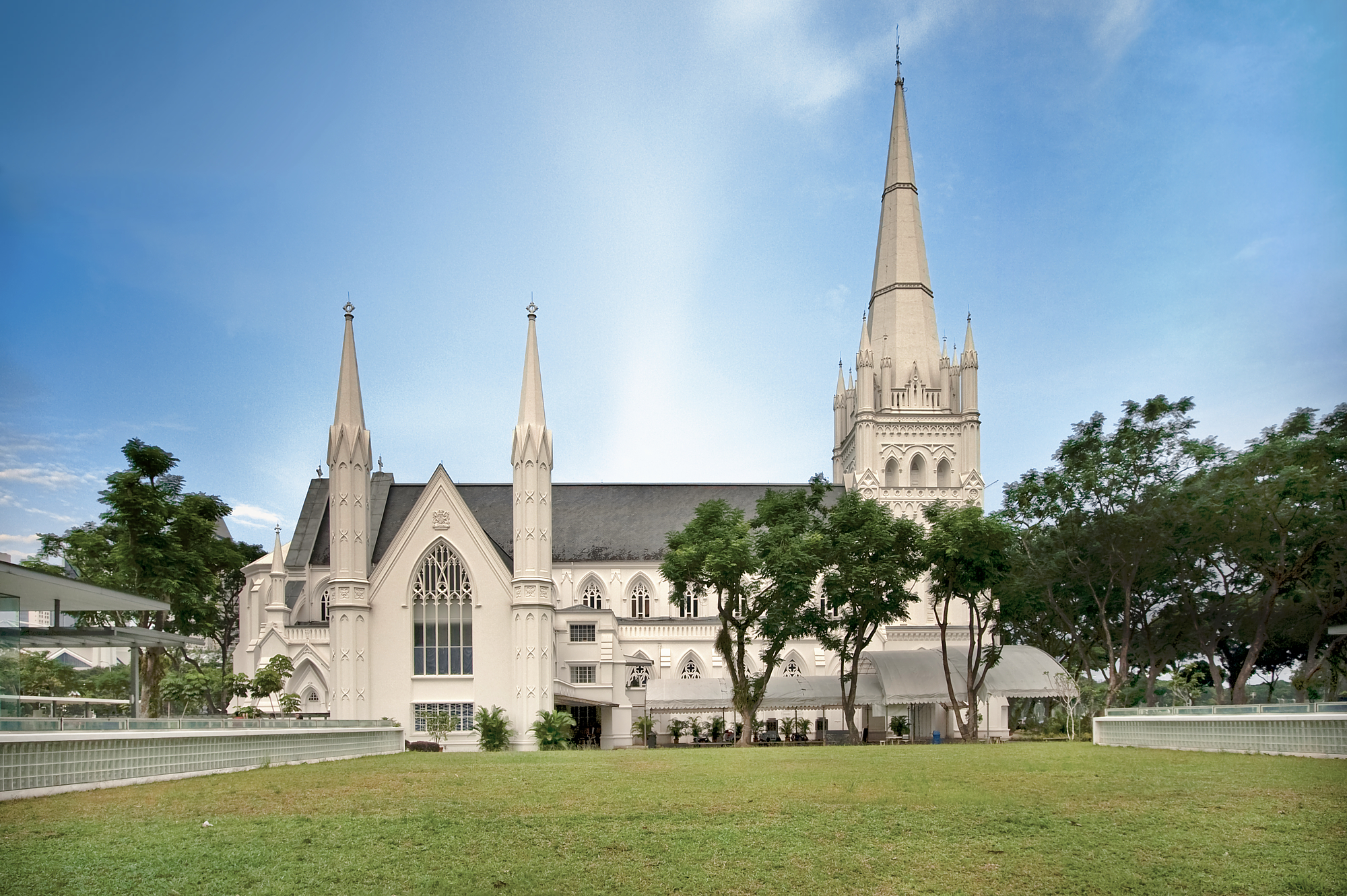
圣安德烈大教堂是新加坡教区的主教座堂

圣公会新加坡教区（英语：Diocese of Singapore）是普世圣公宗的一个教区，属于东南亚教省，由新加坡境内的27个牧区和其他亚洲地区的6个宣教区组成。
新加坡教区成立于1826年，其在新加坡和邻近地区的基督教传播，以及提供教育、医疗和社会服务等方面有着悠久的历史。新加坡教区与坎特伯雷教区保持共融。
现任主教为章剑文主教（博士），主教座堂为圣安德鲁座堂。 

## 徽章
新加坡教区的徽章属于教会纹章类别，由圣安德鲁盾牌上的主教冠组成。主教冠象征着宗座权威和神对管理该地区圣公会教区的认可。权杖象征着主教的职权，钥匙则代表通往天堂的通道。圣安德烈盾上刻有四束小麦，象征上帝托付给教区的丰收田野。

## 历任主教
新加坡、纳闽和砂拉越主教
- 乔治·弗雷德里克·霍斯主教 (George Frederick Hose)  (1881–)

新加坡主教
- 查尔斯占姆士·弗格森戴维主教（Charles James Ferguson-Davie）(1909–)
- 巴兹尔·寇比·罗伯兹主教（Basil Colby Roberts）(1927–)
- 约翰·李奥那·威尔逊主教（Revd John Leonard Wilson）(1941–)
- 亨利·沃尔夫·斑尼斯主教（Henry Wolfe Baines） (1949–)
- 西里尔·肯耐斯·桑斯伯里主教（Cyril Kenneth Sansbury）(1961–)
- 周万一主教（Joshua Chiu Ban It）(1966–)
- 郑灵光主教（博士）（Dr Moses Tay Leng Kong）(1982–)
- 周贤正主教（博士）（Dr John Chew Hiang Chea） (2000–)
- 潘仁义主教（Rennis Ponniah） (2012–)
- 章剑文主教（博士）（Dr Titus Chung Khiam Boon） (2020–)

## 牧区
截至2018年，圣公会新加坡教区有27个牧区。

## 宣教区
圣公会新加坡教区同时设置有6所宣教区（总铎区）：
- 柬埔寨
- 老挝
- 印度尼西亚
- 尼泊尔
- 泰国
- 越南